# 윤근주
윤근주(尹根柱, 1976년 6월 30일 ~ )는 KBO 리그 전 야구선수의 투수이다. 이후 성남서고, 모교인 배명고등학교 야구부 코치로 활약 중이다.

## 출신학교
- 1989년 ~ 1992년 : 배명중학교
- 1992년 ~ 1995년 : 배명고등학교
- 1995년 ~ 1999년 : 동국대학교 (1995학번)

## 등번호
- 14번